# 田中正造

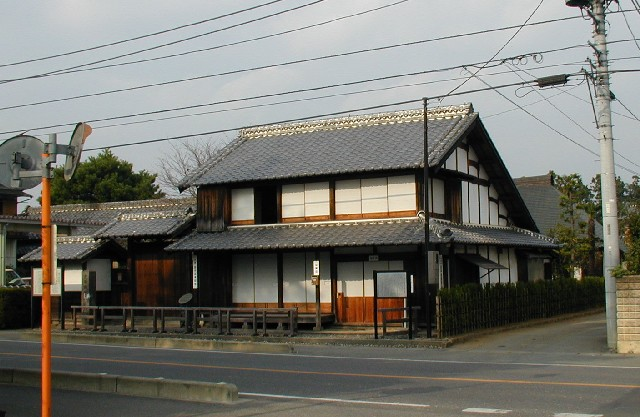
田中正造生家

田中 正造（たなか しょうぞう、天保12年11月3日（1841年12月15日） - 1913年（大正2年）9月4日）は、日本の幕末から明治時代にかけての村名主、政治家。日本初の公害事件と言われる足尾鉱毒事件の解決に奔走し、明治天皇に直訴しようとしたことで有名。衆議院議員選挙に当選6回。幼名は兼三郎。下野国安蘇郡小中村（現・栃木県佐野市小中町）出身。足尾銅山鉱毒事件の被害者でもあり、救済を政府に訴えた。日本の公益活動家の嚆矢となった人物。

## 生涯

### 生い立ち
父の跡を継いで小中村の名主となり、幕末から村民らと領主である高家六角家に対して政治的要求を行っていたが、このことがもとで明治維新直前の慶応4年（1868年）に投獄された。なお、この時の牢は縦横高さともに1mほどしかない狭いもので、立つことも寝ることもできない過酷な構造だった。翌年に出所。
1870年（明治3年）、江刺県花輪支庁（現・秋田県鹿角市）の官吏となった。翌年、上司の木村新八郎殺害の容疑者として逮捕され、投獄されている。これは物的証拠もなく冤罪だったと思われるが、正造の性格や言動から当時の上役たちに反感を持たれていたのが影響したらしい。
1874年（明治7年）にされて小中村に戻り、1876年（明治9年）まで隣の石塚村（現・佐野市石塚町）の造り酒屋蛭子屋の番頭を務めた。幕末に大沢カツと結婚しているが、その結婚の年については諸説ある。

### 初期の政治活動
1878年（明治11年）、区会議員として政治活動を再開。『栃木新聞』（現在の『下野新聞』）が創刊されると、翌年には同紙編集長になり、紙面上で国会の設立を訴えた。また、嚶鳴社や交詢社に社員として参加している。
1880年（明治13年）、栃木県議会議員。1882年（明治15年）4月、立憲改進党が結党されると、その年の12月に入党している。栃木県令（現在の栃木県知事）だった三島通庸と議会で対立。自由民権運動のなかで、加波山事件に関係したとして1885年（明治18年）逮捕されるが、三島が異動によって栃木県を去ると年末に釈放された。1886年（明治19年）4月1日開会の第13回臨時県会で議長に当選する。

### 足尾銅山鉱毒事件

#### 衆議院議員
1890年（明治23年）、第1回衆議院議員総選挙に栃木3区から出馬し、初当選する。田中は帝国議会でも当初は立憲改進党に属していた。この年渡良瀬川で大洪水があり、上流にある足尾銅山から流れ出した鉱毒によって稲が立ち枯れる現象が流域各地で確認され、騒ぎとなった。
1891年（明治24年）、鉱毒の害を視察し、第2回帝国議会で鉱毒問題に関する質問を行った。1896年（明治29年）にも質問を行い、群馬県邑楽郡渡瀬村（現・群馬県館林市）の雲龍寺で演説を行った。
1897年（明治30年）になると、農民の鉱毒反対運動が激化。東京へ陳情団が押しかけた。当時このような運動には名前がついておらず、農民らは「押出し」と呼んだ。田中は鉱毒について国会質問を行ったほか、東京で演説を行った。農商務省と足尾銅山側は予防工事を確約、脱硫装置など実際に着工されるが、効果は薄かった。
1900年（明治33年）2月13日、農民らが東京へ陳情に出かけようとしたところ、途中の群馬県邑楽郡佐貫村大字川俣村（現・明和町川俣）で警官隊と衝突。流血の惨事となり、農民多数が逮捕された（川俣事件）。この事件の2日後と4日後、田中は国会で事件に関する質問を行った。これが「亡国に至るを知らざれば之れ即ち亡国の儀につき質問書」で、日本の憲政史上に残る大演説であった。2日後の演説の途中で当時所属していた憲政本党を離党した。当時の総理大臣山縣有朋は「質問の意味がわからない」として答弁を拒否した。この年の川俣事件公判の傍聴中、田中があくびをしたところ、態度が悪いとして官吏侮辱罪に問われ、裁判にかけられた。なお、川俣事件は仙台控訴審での差し戻し審で、起訴状に担当検事の署名がないという理由で1902年（明治35年）に公訴不受理（一審で無罪だった者については控訴棄却）という判決が下り、全員が釈放された。

#### 議員辞職 - 直訴

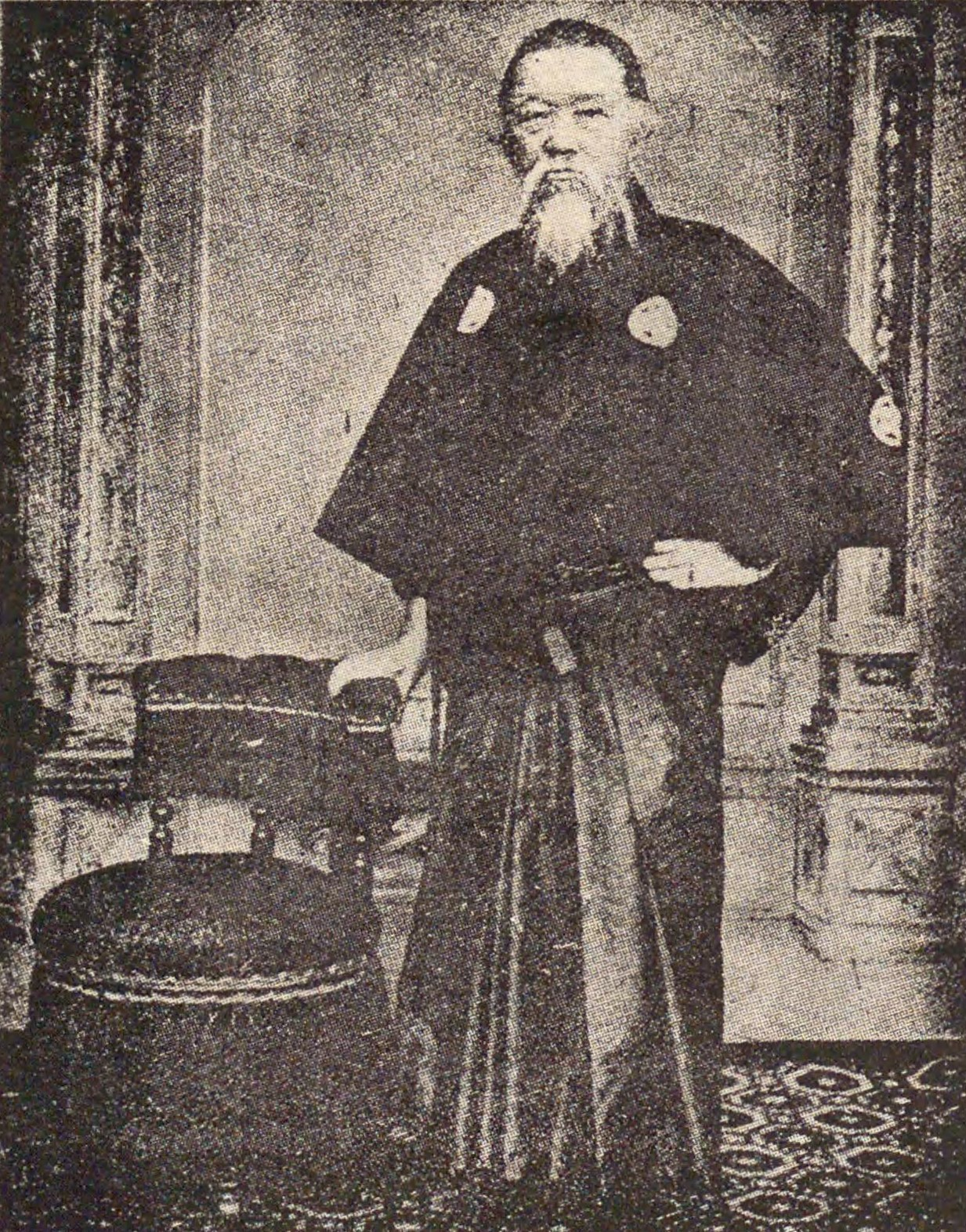
直訴当時の田中正造

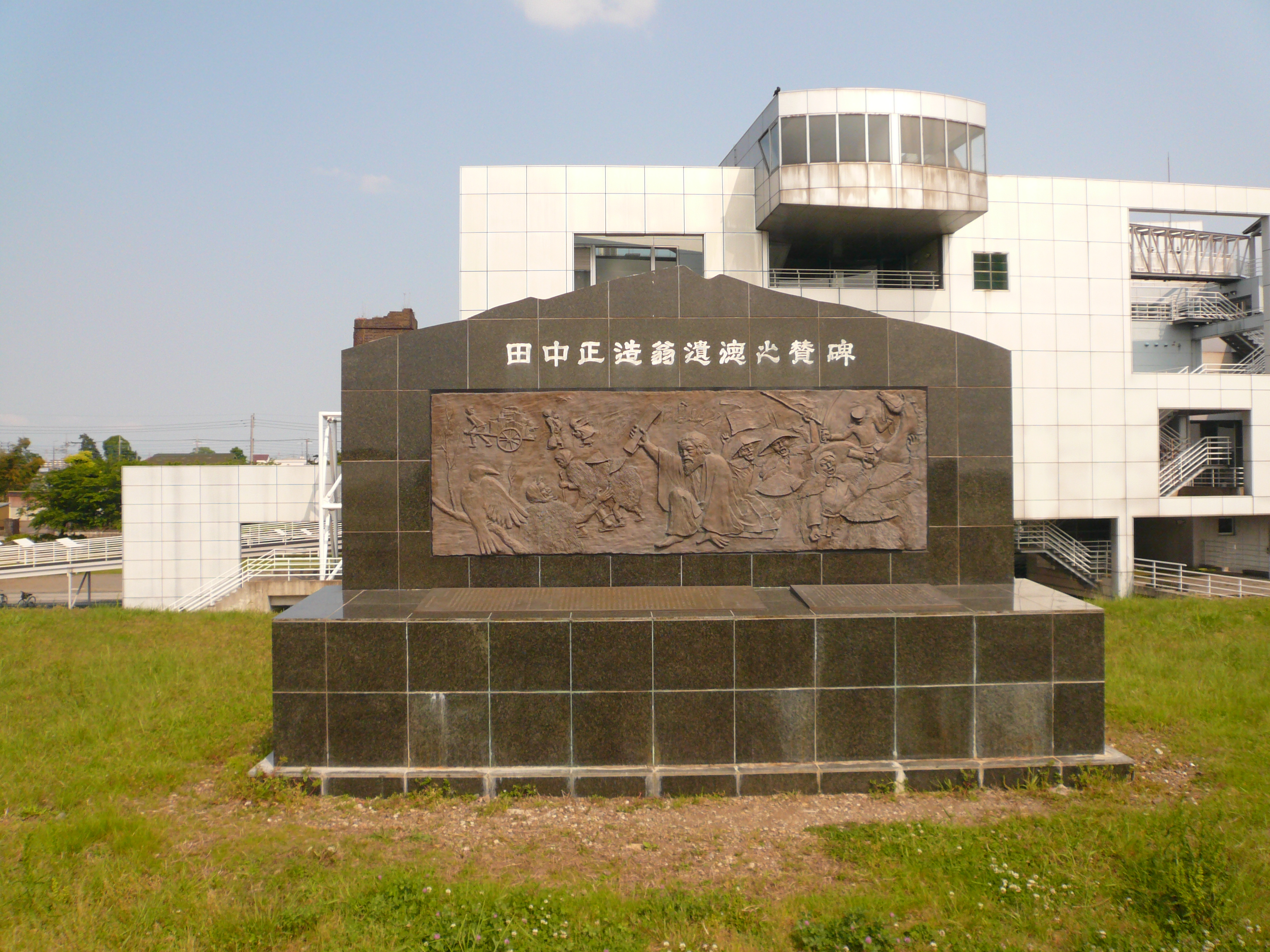
明治天皇に直訴を行う様子が刻まれている『田中正造翁遺徳之賛碑』。
（茨城県古河市) 古河は谷中村=現・渡良瀬遊水池周辺最大の都市で支援者も多く、また田中らが上京時に古河駅を利用したことから現在まで縁の多い地の1つである。

1901年（明治34年）10月23日、田中は議員を辞職したが、鉱毒被害を訴える活動は止めず、主に東京のキリスト教会などで鉱毒に関する演説を度々行った。
12月10日、東京市日比谷において、帝国議会開院式から還幸中の明治天皇に足尾鉱毒事件について直訴を行った。途中で警備の警官に取り押さえられて直訴そのものには失敗したが、東京市中は大騒ぎになり、新聞の号外も配られ、直訴状の内容は広く知れ渡った。直訴状は、幸徳秋水が書いたものに田中が加筆修正したと伝えられる。田中は即拘束されたが、政府は単に狂人が馬車の前によろめいただけだとして不問にすることとし（田中本人の言及による）、即日釈放された。田中は死を覚悟しており、釈放後、妻カツ宛に自分は（12月）10日に死ぬはずだったという意味の遺書を書いている。また直訴直前に迷惑がかからないようにとカツに離縁状を送っているが、カツ本人は離縁されてはいないと主張している。
1902年（明治35年）、川俣事件公判の際にあくびをした罪で重禁錮40日の判決を受け服役。このとき聖書を読み、影響を受けた。この後の田中の言葉には「悔い改めよ」など、聖書からの引用が多くなる。ただし、キリスト教への改宗はしなかった。

### その後の活動
1902年（明治35年）、渡良瀬川下流に貯水池をつくる計画が浮上。建設予定地となっていた埼玉県川辺村・利島村の反対運動に参加し、計画は白紙になった。
1903年（明治36年）には栃木県下都賀郡谷中村が貯水池になる案が浮上。田中は1904年（明治37年）7月から実質的に谷中村に住むようにしている。同年、栃木県会は秘密会で谷中村買収を決議。貯水池にするための工事が始められた。
1906年（明治39年）、谷中村議会は藤岡町への合併案を否決するが、栃木県は「谷中村は藤岡町へ合併した」と発表。谷中村は強制廃村となるが、田中はその後も谷中村に住み続けた。1907年（明治40年）、政府は土地収用法の適用を発表。「村に残れば犯罪者となり逮捕される」と圧力をかけ、多くの村民が村外に出たが、田中は強制破壊当日まで谷中村に住み続けて抵抗した。結局この土地が正造の終の棲家となる。
1908年（明治41年）、政府は谷中村全域を河川地域に指定。1911年（明治44年）4月、旧谷中村村民の北海道常呂郡サロマベツ原野への移住が開始された。

### 正造の最期とその後
土地の強制買収を不服とする裁判などがあり、この後も精力的に演説などを行ったが、自分の生命が先行き長くないことを知ると、1913年（大正2年）7月、古参の支援者らへの挨拶回りに出かける（運動資金援助を求める旅だったともされる）。その途上の8月2日、足利郡吾妻村下羽田（現・佐野市下羽田町）の支援者・庭田清四郎宅で倒れ、約1ヵ月後の9月4日に同所で客死した。71歳没。『下野新聞』によれば、死因は胃ガンなど。
財産は全て鉱毒反対運動などに使い果たし、死去したときは無一文だったという。死亡時の全財産は信玄袋1つで、中身は書きかけの原稿と『新約聖書』、鼻紙、川海苔、小石3個、日記3冊、帝国憲法と『マタイ伝』の合本だけであった。なお、病死前の1月22日に、小中の邸宅と田畑は地元の仮称旗川村小中農教会（現・小中農教倶楽部）に寄付していた。邸宅は現在、小中農教倶楽部が管理している。
雲龍寺で9月6日に密葬が行われ、10月12日に佐野町（現・佐野市）惣宗寺で本葬が行われた。参列者は一説に30万人ともいわれる。
田中の遺骨は栃木・群馬・埼玉県の鉱毒被害地計6箇所に分骨された。このため、墓は6箇所にある。なお、このうち1箇所は1989年（平成元年）に公表されたもので、それ以前の文献では5箇所とされていた。
被害地では現代でも偉人として尊崇されており、佐野市郷土博物館が関連資料を保存・展示している。田中正造研究を行う市民団体も複数あるが、渡良瀬川研究会（群馬県館林市）や田中正造大学（栃木県佐野市）のように高齢化や後継者不足のため活動を終了した団体もある。
足尾銅山は1973年（昭和48年）に閉山となり、輸入鉱石の製錬も1988年（昭和63年）に終わった。燃料調達のための伐採と煙害によって樹木が失われた山は現在でも禿山が広がり、緑化作業が続けられている。そして田中が明治天皇へ行おうとした直訴状は、2014年（平成26年）5月21日に渡良瀬遊水地や田中の出生地である佐野市を訪れた125代天皇明仁（当時）へと伝えられることとなった。直訴未遂から実に113年後のことであった。

#### 正造の墓の所在地
- 佐野町（現・栃木県佐野市）惣宗寺（佐野厄除け大師） - 正造の本葬が行われた寺。
- 渡瀬村（現・群馬県館林市）雲龍寺 - 正造の密葬が行われた寺。また、足尾銅山鉱業停止請願事務所が置かれていた[9]。
- 旗川村（現・栃木県佐野市）浄蓮寺 - 田中家の菩提寺。
- 藤岡町（現・栃木市） 田中霊祠 - 田中を葬るために谷中村跡につくられた祠。後に藤岡町堤外に移転。
- 利島村（現・埼玉県加須市） - 川辺村民と利島村民が協力し、利島小学校敷地内に造営（現・北川辺西小学校[13]。加須市麦倉所在）。
- 久野村（現・栃木県足利市） 臨済宗建長寺派壽徳禅寺 - 1989年に公表された6番目の分骨地。遺骨は当山開山の墓に埋葬されており、墓地から数ｍ東に、顕徳の碑が建立されている。

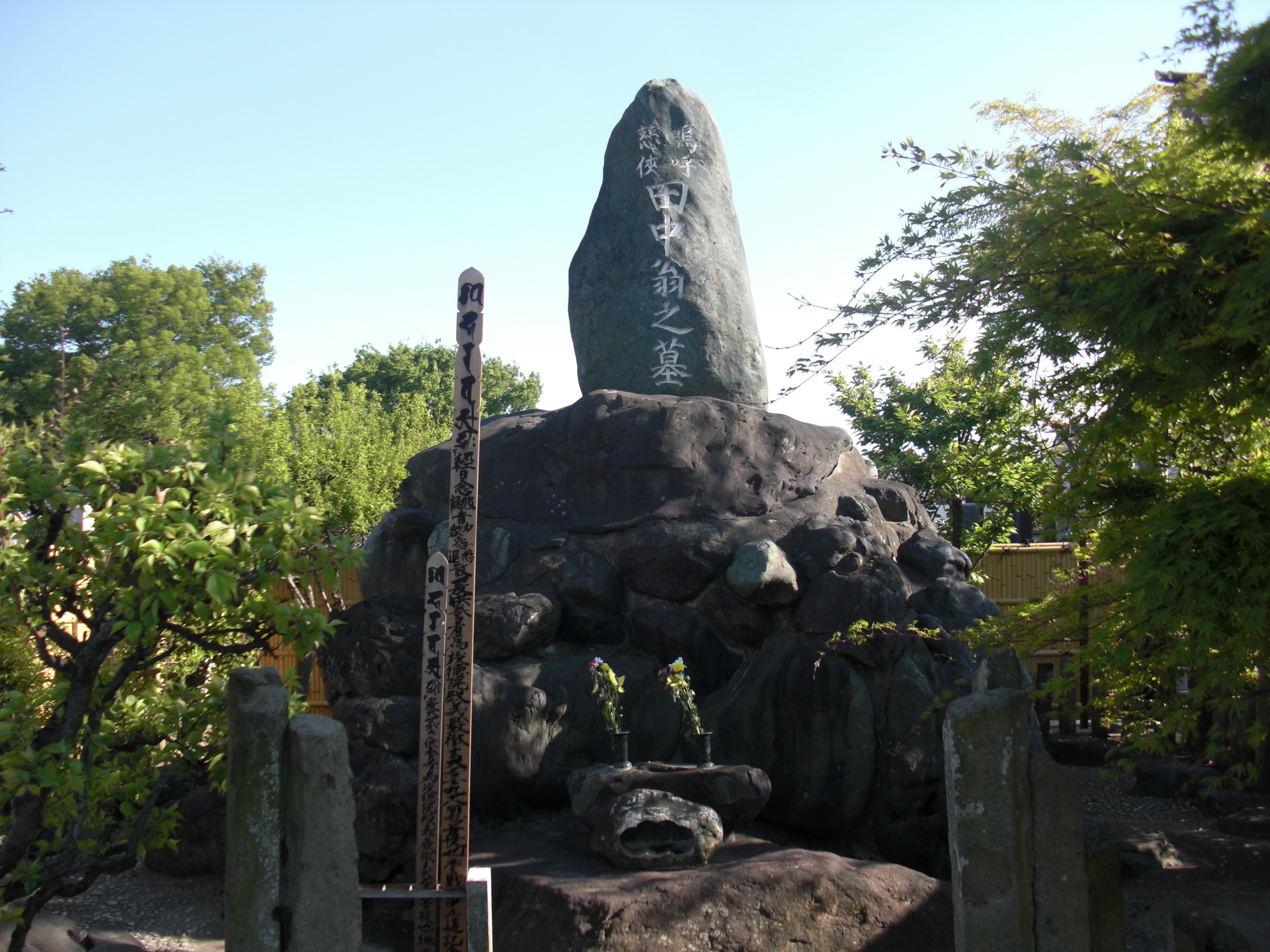
惣宗寺にある墓
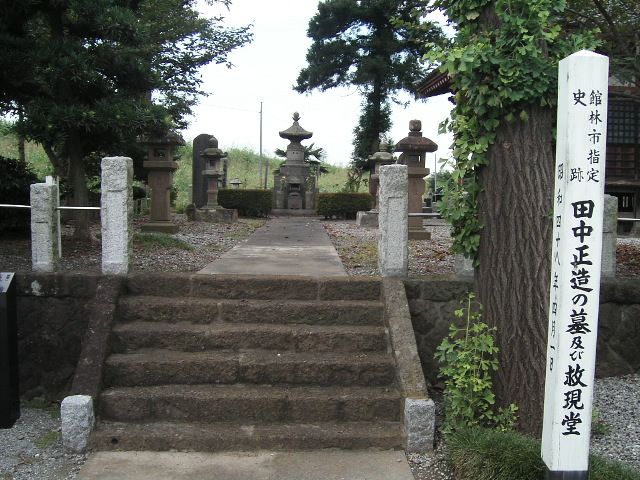
雲龍寺にある墓

## 正造の祖について
『姓氏』（樋口清之監修・丹羽基二著）によると、『尊卑分脈』に記している岩松氏の一族という。足利義純の子の時朝（岩松時兼の弟、畠山泰国の兄）が田中次郎と称し、足利郡田中郷に定着したと伝わる。子の田中時国、孫の満国は足利尊氏に従い、戦功を立てて正造の代まで至ったという。

## その他のエピソード
- 正造の天皇直訴の当時、盛岡中学（現・岩手県立盛岡第一高等学校）の学生であった石川啄木は、天皇直訴の報を聞いて、「夕川に 葦は枯れたり 血にまどふ 民の叫びのなど悲しきや」と、その思いを三十一文字に託した。
- 1973年、画仙紙に書かれた田中正造直筆の書などが「田中正造の墨跡」として栃木県有形文化財に指定されたが、この文化財は2018年現在、所在が不明となっている[14]。
- 1901年3月23日の第15回帝国議会の演説において、別子銅山について触れ、「伊予の国の別子銅山は、第一鉱業主は住友である、それ故社会の事理（ことわり）人情を知って居る者で、己が金を儲けさえすれば宜いものだと云うような、そう云う間違いの考えを持たない」と、当時の支配人であった伊庭貞剛の指示により、製錬所が新居浜から瀬戸内海の無人島「四阪島」に移されたことを賞賛している[15]。
- 小学校国語教科書でも「田中正造」というタイトルで足尾鉱毒事件を中心に生涯が描かれているが、光村図書出版版と教育出版版とでは著者も文章も全く異なる。
- 尾崎行雄はその著「咢堂自伝」（昭和12年刊）の中で、明治30年、尾崎が外務参事官を務めた頃の田中正造の思い出を書いている。当時、田中はあだ名を「栃鎮」（栃木鎮台）と言い、「大声を発して人を罵つたり、或は腕力を揮つて友人を殴つたりすることが、得意であつた」。尾崎もある宴席で酔った田中に殴られそうになったが、たまたま隣席にいた守屋此助が田中に話しかけたところ、田中が守屋を殴り、「守屋君は、何んの事か一切分らず驚いてゐたが、気の毒に、私の代理に殴られて呉れたのだ」と、その思い出を書いている。[16]。

## 登場する作品

### 小説
- 『辛酸 田中正蔵と足尾鉱毒事件』城山三郎（1962年、中央公論社）

### 戯曲
- 『明治の柩』宮本研（1962年、ぶどうの会）

### 映画
- 『襤褸の旗』（1974年、日本）吉村公三郎監督、三國連太郎主演
- 『赤貧洗うがごとき〜田中正造と野に叫ぶ人々〜』（2006年、日本）池田博穂脚本・監督、石神明治主演

### テレビドラマ
- 『足尾から来た女』（2014年、NHK、柄本明）[17]

### テレビ番組
- 『その時歴史が動いた』（2002年、NHK、石田太郎）
- 『歴史にドキリ』（2014年、NHK）
- 『先人たちの底力 知恵泉』（2023年、NHK）

## 研究団体
田中正造研究を行う諸団体がある。
- 渡良瀬川研究会（群馬県館林市） - 1973年発足、2022年解散[11]。
- 田中正造大学（群馬県佐野市） - 1986年発足、2022年解散[11]。
- 特定非営利活動法人 足尾鉱毒事件田中正造記念館 - 田中正造記念館を運営
- 田中正造翁顕徳会　6番目の分骨地の有る足利市の久野地区にある正造翁の遺徳を後世に伝えるべく1989年に発足した組織。